# Chafariz do Pico da Rocha (Vila Nova)
O Chafariz do Pico da Rocha (Vila Nova) é um chafariz português localizado na freguesia da Vila Nova ao concelho da Praia da Vitória, ilha Terceira, Açores e faz parte do Inventário do Património Histórico e Religioso para o Plano Director Municipal da Praia da Vitória, e remonta ao Século XIX.
Trata-se de um chafariz muito parecido com o Chafariz da Canada da Bezerra (Vila Nova) dado que foi construído tendo por base o mesmo desenho sendo assim constituído por uma parede de formato rectangular rematada por um frontão triangular tendo no cimo do tímpano cartela de formato oval onde se lê a inscrição "O. P. / 1884" (Obras Públicas, 1884).
Este chafariz foi edificado alvenaria de pedra rebocada e pintada a cal de cor branca, com os emolduramentos em cantaria à vista e de pedra com cor escura.
Na parte traseira do chafariz existe uma pia, com forma rectangular, também caiada.
O tanque foi edificado em cantaria à vista de cor escura e com dimensões apreciáveis e são rematados por uma cornija. Ao Centro existe uma cartela